# Ян Карамо
Ян Карамо (на френски: Yann Karamoh) е френски футболист, нападател, който играе за Бордо под наем от Интер.

## Кариера

### Каен
Роден в Абиджан, Карамо се присъединява към школата на Каен през 2011 г. от Расинг Коломбес 92. На 7 декември 2015 г. той подписва първия си професионален договор с продължителност 3 години.
Прави своя дебют в Лига 1 на 13 август 2016 г. при победата на Каен с 3:2 срещу Лориан, заменяйки Рони Роделин в 77-ата минута. Шест дни по-късно той започва титуляр и изиграва 90 минути във втория мач от сезона - загуба с 0:2 от Олимпик Лион.

### Интер
От 31 август 2017 г. е играч на Интер за 2 сезона под наем с опция за закупуване. Карамо прави своя дебют в Серия А на 24 септември 2017 г. при 1:0 над Дженоа, заменяйки Борха Валеро в 72-рата минута. На 11 февруари 2018 г. Карамо започва в първия си мач като титуляр и вкарва победния гол, за да даде на Интер победата срещу Болоня.

### Бордо
На 31 август 2018 г. Карамо се връща във Франция за да премине в Бордо под наем.